# Gopalganj (zila)
Gopalganj is een district (zila) in de divisie Dhaka van Bangladesh. Het district telt ongeveer 1,1 miljoen inwoners en heeft een oppervlakte van 1490 km². De hoofdstad is de stad Gopalganj
Gopalganj is onderverdeeld in 5 upazila/thana (subdistricten), 68 unions, 880 dorpen en 4 gemeenten.
Andere plaatsen in Gopalganj:
- Tungipara